# Nad Svitákem
Nad Svitákem je přírodní rezervace v okrese Jihlava. Oblast spravuje Krajský úřad Kraje Vysočina. Rozkládá se u rybníka Sviták 400 metrů východně od Milíčova a 800 metrů severozápadně od Hojkova. Částečně se překrývá s evropsky významnou lokalitou Na Oklice.

## Popis
Mokřady v nivě Milíčovského potoka a v okolí stejnojmenného rybníka. Původně území sloužilo jako přepásané vlhké louky či byla tráva kosena jako stelivo. Od 80. let 20. století se o lokalitu nepečovalo, zarostla náletovými dřevinami a vysokými travami např. třtina křovištní (Calamagrostis epigejos). V té době tu rostly suchopýr štíhlý (Eriophorum gracile), ostřice blešní (Carex pulicaris), všivec bahenní (Pedicularis palustris), prstnatec Fuchsův (Dactylorhiza fuchsii), rosnatka okrouhlolistá (Drosera rotundifolia), bublinatka menší (Utricularia minor) a bařička bahenní (Triglochin palustris). Část vlivem hospodaření vymizela a část přežívá v malých populacích. Vyskytuje se zde srpnatka fermežová a žije mravenec rašelinný (Formica picea). Na mokřadech žije bekasina otavní (Gallinago gallinago). V roce 2012 koupil Český svaz ochránců přírody dva pozemky o celkové rozloze 1,5 hektaru v rámci kampaně Místo pro přírodu.
Přírodní rezervace byla vyhlášena v listopadu 2012. Cílem je pečovat o fragmenty rašelinišť a okolní mozaiku rašelinných a pcháčových luk, které přecházejí k tužebníkovým ladům, a smilkové trávníky, kde rostou srpnatka fermežová (Hamatocaulis vernicosus), všivec bahenní (Pedicularis palustris), ostřice blešní (Carex pulicaris), tolije bahenní (Parnassia palustris), vachta trojlistá (Menyanthes trifoliata), všivec lesní (Pedicularis sylvatica), prstnatec májový (Dactylorhiza majalis) a rosnatka okrouhlolistá (Drosera rotundifolia). Dále se tu nacházejí mechorost srpnatka fermežová (Hamatocaulis vernicosus), evropská suchá vřesoviště, na vřesovištích a vápnitých trávnících pak jalovec obecný (Juniperus communis), smilkové louky s mnoha druhy a přechodová rašeliniště a třasoviště. Plánuje se prosvětlení a kosení pozemků.